# Madame la diablesse
Pour plus de détails, voir Fiche technique et Distribution.
Madame la diablesse (عفريتة هانم, Afrita hanem) est un film musical égyptien réalisé par Henri Barakat, grand succès de cinéma populaire en 1949. C'est une comédie musicale basée sur un argument fantastique et comprenant, outre les numéros musicaux, de nombreuses scènes comiques. Il met en scène le couple-vedette du cinéma égyptien de l'époque, Samia Gamal et Farid El Atrache.

## Synopsis
Au Caire, Asfour (Farid El Atrache) est chanteur dans un théâtre. Il est amoureux de sa partenaire, la danseuse Aliya, elle-même fille du directeur du théâtre et sur le point d'épouser l'homme d'affaires Mimi Bey qui leur apporte une dot importante. À cause d'un quiproquo, Asfour se croit aimé d'Aliya et entreprend de demander sa main à son père. Ce dernier prend la demande en considération, mais à la condition qu'Asfour offre une dot plus élevée. Comme ce dernier est sans le sou, la demande échoue. Alors qu'Asfour désespéré se lamente dans un jardin, il fait la rencontre d'un vieil homme à l'air bienveillant, personnage mystérieux qui lui apparait parfois brièvement. L'apparition lui donne rendez-vous dans une grotte le soir même. Accompagné de son alter ego Bou'ou, personnage à la fois énergique et gaffeur, Asfour va au rendez-vous où l'homme lui remet un objet qui pourra lui donner le bonheur à la condition qu'il en fasse bon usage : c'est une lampe magique dont sort une séduisante ifrit, Kahramana (Samia Gamal). Celle-ci, invisible pour tout autre que lui, le confond avec son amour, le démon Astaroth, dont Asfour a joué le rôle. 
Kahramana va maintenant mettre ses pouvoirs magiques au service d'Asfour : elle lui donne une luxueuse villa et à son ami Bou'ou tour-à-tour berné et émerveillé, elle donne la compagnie de splendides courtisanes. Asfour reçoit également la fortune, ce qui va lui permettre d'apporter la dot au père d'Alyia. Mais comme en plus d'être amoureuse, l'ifrit se conduit en génie espiègle, au dernier moment elle change les liasses de billets en cartes à jouer. De nouveau, la demande en mariage échoue et Asfour est cette fois renvoyé du théâtre. Toujours flanqué de Bou'ou et grâce à la richesse que continue à lui apporter le pouvoir de Kahramana, Asfour rachète le théâtre situé de l'autre côté du boulevard, pour y monter un spectacle musical concurrent. Or il y faut une vedette féminine. Kahramana qui ne tolèrerait pas de voir Asfour déclarer sa flamme à une autre, lui envoie la danseuse Semsema : sosie de Kahamana, elle va former avec Asfour le couple idéal qui assure au spectacle est un énorme succès, ruinant le théâtre concurrent qui perd tout son public. 
Alors qu'Asfour s'attache à sa nouvelle danseuse, Aliya et son père réagissent et décident d'éliminer Mimi Bey pour reprendre le chanteur comme époux, gendre, et associé. Malgré son attachement naissant pour Semsema, Asfour se laisse convaincre et organise le mariage. Dépitée, la danseuse quitte le théâtre puis la ville. Kahramana quant à elle, a le devoir de satisfaire les désirs d'Asfour et doit donc s'y plier. Mais le soir de la noce, elle se plaint de la situation au vieil homme qui l'avait mise au service d'Asfour. Ce dernier lui fait considérer le spectacle de la fête où on ne voit que cupidité et matérialisme. Cédant de nouveau à son goût des farces, l'ifrit annule la cérémonie en expédiant l'officier public loin de la ville, puis elle sabote la fête en répandant du poil à gratter sur l'assistance. Furieux, Asfour jette la lampe par la fenêtre et perdant les pouvoirs de Kahramana, il perd d'un seul coup sa villa, sa fortune, et toute la noce se retrouve entassée dans l'appartement communautaire qu'il habitait au début du film avec Bou'ou. 
Après cette mésaventure, Asfour se lamente d'avoir perdu à la fois Kahramana et Semsema qui a disparu pour de bon. Il a compris trop tard où allaient ses véritables sentiments. Sur l'insistance de Bou'ou, il se lance à la recherche de la danseuse, et sur le conseil du vieil homme qui entre-temps se révèle être le Destin, Asfour écrit une nouvelle opérette, inspirée de l'histoire qu'il vient de vivre. Après avoir résisté aux appels et à son désir, Semsema revient finalement au théâtre le soir de la première, reprenant son propre rôle dans le spectacle au moment du numéro final.

## Fiche technique
- Titre français : Madame la diablesse ou Mademoiselle diable ou La Diablesse[1]
- Titre original : عفريتة هانم, Afrita hanem[2]
- Réalisation : Henri Barakat
- Scénario : Abdel Seoud al-Abiari (ar)
- Photographie : Giulio De Luca
- Montage : Emile Bahri
- Musique : Farid El Atrache
- Production : Les Films Farid Al Atrache, MISR, Films Ahmed Darwish
- Pays de production :  Égypte
- Langue originale : arabe
- Format : noir et blanc, 35mm
- Durée : 119 minutes
- Genre : film musical
- Dates de sortie :
  - Égypte : 28 novembre 1949
  - France : 27 décembre 1950 (Marseille) ; 16 janvier 1952 (Paris)[1]

## Distribution
- Samia Gamal : Kahramana / Semsema
- Farid El Atrache : Asfour
- Lola Sedki : Aliya
- Ismail Yasseen : Bou'ou
- Abdel Salam Al Nabulsy : Mimi Bey
- Stephan Rosti : Ishta
- Zeinat Sedki : Warda

## Accueil critique
Selon un ouvrage du British Film Institute, le film critique la modernité occidentale : « Dans ces films (tout comme dans de nombreux films indiens) qui explorent des dilemmes moraux dans des familles bourgeoises, la modernité occidentale — à travers ses voitures, ses vêtements, ses modes de vie — est perçue négativement par rapport aux valeurs traditionnelles. La sagesse qui anime le génie dans Madame la diablesse apparaît de temps à autre pour prononcer des homélies sur l'avidité matérialiste et l'égoïsme ».